# Luis Figge
Luis Elias König Figge (* 2. Juni 1997 in Korbach als Luis Elias Figge) ist ein deutscher Basketballspieler. Der 1,97 Meter lange Flügelspieler gehört seit 2022 zum Aufgebot der Gießen 46ers.

## Spielerlaufbahn
Figge ist ein Kind der Jugendarbeit des Paderborn Baskets 91 e.V. In den Altersklassen U14 und U16 gewann er mit dem Verein 2011 beziehungsweise 2012 die deutsche Meisterschaft. Als Jugendlicher trieb er in Winterberg, wo er meist die Wochenenden verbrachte, auch alpinen sowie nordischen Skisport und wurde mehrmals westdeutscher Meister im Biathlon sowie im Winter 2010/11 Sieger im Deutschen Biathlon-SchülerCup. Nachdem er Basketball und Biathlon jahrelang parallel betrieb, entschied er sich letztlich für den Mannschaftssport. Während der Saison 2013/14 gab er sein Debüt in Paderborns erster Herrenmannschaft in der 2. Bundesliga ProA und steigerte dort seine Spielzeit in den beiden Folgejahren stetig. Im Verlaufe der ProA-Saison 2015/16 absolvierte Figge 30 Spiele und erreichte dabei Mittelwerte von 8,1 Punkten sowie zwei Korbvorlagen und 1,8 Rebounds je Begegnung. Damit macht sich der Basketballer bei Bundesligisten interessant.
Anfang Juni 2016 gab Bundesligist Basketball Löwen Braunschweig Figges Verpflichtung bekannt. Er erhielt einen für drei Jahre geltenden Vertrag und wurde mit einer Doppellizenz für Einsätze bei Braunschweigs Kooperationspartner MTV Wolfenbüttel von 2012 Herzöge Basketball e. V. (2. Bundesliga ProB) ausgestattet. Seinen ersten Einsatz in der Bundesliga bestritt Figge am ersten Spieltag der Saison 2016/17 bei Braunschweigs 72:59-Erfolg über den SC Rasta Vechta. In seiner ersten Spielzeit für die Niedersachsen kam der Flügelspieler auf insgesamt 20 Einsätze (durchschnittliche Einsatzzeit pro Partie: 09:28 Minuten). In Wolfenbüttel wurde er mit durchschnittlich 11,0 Punkten pro Spiel eine Stütze des Drittligisten. In den beiden darauffolgenden Spielzeiten sanken seine Spielanteile bei den Basketball Löwen in der Bundesliga kontinuierlich, lediglich bei den Herzögen wusste Figge mit guten Leistungen zu überzeugen: 13-mal erzielte er 2018/19 zehn oder mehr Punkte in einem ProB-Spiel. Der Durchbruch in der Basketball-Bundesliga blieb ihm verwehrt, seine Zeit in Braunschweig endete nach insgesamt 56 Bundesliga-Einsätzen. Für die Löwen erzielte Luis mit 12 Punkten gegen die BG Göttingen seinen besten Punktwert.
Im Sommer 2019 wurde Figge vom Zweitligisten Niners Chemnitz unter Vertrag genommen. Mit den Chemnitzern stand er an der Tabellenspitze, als die Saison 2019/20 Mitte März 2020 wegen der Ausbreitung des Coronavirus SARS-CoV-2 abgebrochen wurde. Als Tabellenerster erhielten Figge und seine Mannschaft das Bundesliga-Aufstiegsrecht. Der Flügelspieler erzielte für die Mannschaft von Trainer Rodrigo Pastore im Schnitt 5,6 Zähler pro Begegnung. Figge folgte den Sachsen in die Bundesliga und war mit dafür verantwortlich, dass sie früh den Klassenerhalt 2020/21 sicherten. In insgesamt 20 Einsätzen stand er für Chemnitz auf dem Parkett, fünfmal stand er in der Anfangsaufstellung. Ende April 2021 erzielte er zehn Punkte gegen die Telekom Baskets Bonn, damit gelang ihm sein Saisonbestwert. 
Im Sommer 2021 gaben die Bayer Giants Leverkusen Figges Verpflichtung bekannt. Leverkusens Trainer Hansi Gnad kündigte an, dass der Flügelspieler eine größere Rolle einnehmen werde, als es in Chemnitz der Fall gewesen sei. In Leverkusen erhielt Figge die Rückennummer 14. In den ersten beiden Partien der Saison 2021/22 war Figge der Spieler, welcher den Unterschied im Trikot der Farbenstädter machte: Gegen die PS Karlsruhe Lions (109:71) und die Rostock Seawolves (95:85) erzielte der Flügelspieler 22 beziehungsweise 25 Punkte (Figges bis dahin bester Punktewert in einem Zweitligaspiel). In der darauffolgenden Woche markierte er beim 89:81-Auswärtserfolg über den Nürnberg Falcons BC 13 Zähler. All seine Punkte resultierten dabei durch Würfe von der Freiwurflinie (13 von 14). In den darauffolgenden Monaten stagnierten Figges Angriffsleistungen, der in den weiteren 36 Saisonspielen nie mehr als 15 Punkte in einer Begegnung erzielte. Dennoch gehörte er auf seiner Position zu den besten Verteidigern der ProA, wofür sprach, dass er mit 1,5 Ballgewinnen je Begegnung ligaweit auf dem geteilten 13. Platz stand. Mit den Leverkusenern erreichte er als Tabellenfünfter die Playoffs. In der ersten Runde traf man auf die Gladiators Trier, welche man mit 3:1-Siegen bezwang. Dabei wurde Figge im zweiten Spiel zum entscheidenden Mann, als er die Leverkusener zwei Sekunden vor dem Ende per Dreipunktewurf zum 84:81-Sieg führte. Im Halbfinale schied der Rekordmeister mit 0:3 gegen die Tigers Tübingen aus. Figge stand 2021/22 in insgesamt 39 Ligaspielen auf dem Feld, erzielte im Schnitt 10,4 Punkte, verteilte 2,8 Korbvorlagen und nahm seinem Gegenspieler statistisch 1,5 Mal den Ball pro Partie.
Im Mai 2022 wurde Figge als Neuzugang des Bundesliga-Absteigers Gießen 46ers vermeldet. Bei den Mittelhessen unterschrieb er einen Vertrag über zwei Jahre, welcher auch im Falle eines Erstliga-Aufstiegs gültig war. In Gießen fand sich Figge schnell zurecht und gehörte die gesamte Saison 2022/23 über zu den besten deutschen Spielern der Mannschaft. In zwölf von insgesamt 39 Begegnungen punktete Figge zweistellig. Seinen Saisonbestwert erreichte er am 9. Spieltag 2022/23 gegen die VfL SparkassenStars Bochum. Gegen den Klub aus dem Ruhrgebiet erzielte er 24 Punkte und verteilte zudem fünf Korbvorlagen. In der Saisonhauptrunde kam Figge auf einen Punktemittelwert von 7,7 pro Spiel. Nach Abschluss der Hauptrunde belegte Gießen den vierten Tabellenplatz. Im Playoff-Viertelfinale wies man die Dresden Titans mit 3:0 deutlich in die Schranke, im Halbfinale scheiterte man am späteren ProA-Meister, dem SC Rasta Vechta, mit 1:3. In den Playoffs verbesserte der Flügelspieler seine Punkteausbeute ein wenig (8,9 Punkte pro Spiel).

## Nationalmannschaft
2013 wurde Figge ins Aufgebot der deutschen U16-Nationalmannschaft berufen, mit der er im selben Jahr zur Europameisterschaft in die Ukraine reiste. 2014 gewann er mit der U18-Nationalmannschaft die B-EM. 2015 gehörte er zum deutschen Aufgebot für die U18-EM und stieß 2016 mit der U20-Nationalmannschaft ins EM-Halbfinale vor. 2019 wurde er in die deutsche U23-Nationalmannschaft in der Basketball-Spielart „3-gegen-3“ berufen.

## Persönliches
Figge gilt in der deutschen Basketball-Öffentlichkeit als „Fan-nah“. Sein Videoblog auf dem Portal YouTube verzeichnete zeitweise mehr als 7000 Abonnenten. In seinen Beiträgen führt er die Zuschauer durch den Alltag eines Profi-Basketballers.  